# نيلوفر أحمر
نيلوفر أحمر (الاسم العلمي:Nymphaea rubra) هو نوع من النباتات يتبع جنس النيلوفر من الفصيلة النيلوفرية.